# فيودور بوسلايف
فيودور إيفانوفيتش بوسلايف (25 أبريل 1818 - 21 أغسطس 1898) (الروسية: Фёдор Ива́нович Бусла́ев) هو فيلولوجي ومؤرخ فن من الإمبراطورية الروسية، مثّل المدرسة الأسطورية للأدب المقارن واللسانيات. تأثر بجاكوب غريم وثيودور بنفي.
تلقى بوسلايف تعليمه في جامعة بينزا وجامعة موسكو.عين أستاذا مساعدا للأدب الروسي في جامعة موسكو.

## روابط خارجية
- هذه المقالة تتضمن نصاً من منشور أصبح الآن في الملكية العامة: Chisholm, Hugh, ed. (1911). "Buslaev, Fedor Ivanovich". Encyclopædia Britannica (بالإنجليزية) (11th ed.). Cambridge University Press.